# 丹尼尔·本尼
丹尼尔·伊安·本尼（英語：Daniel Ian Bennie，2006年4月13日—）是一名澳大利亚职业足球运动员，司职前锋，现效力于英格蘭足球冠軍聯賽的女王公园巡游者队。本尼出生于香港并曾在香港足球會的青训体系中受训，他在离开香港后曾效力于多支西澳大利亚俱乐部的青年队。2021年，本尼进入珀斯光荣的青年队，之后代表珀斯光荣完成成年队首秀，并于次年转会至女王公园巡游者。

## 俱乐部生涯

### 青年队生涯
本尼出生于香港，过去曾就读于位于九龍塘的香港澳洲國際學校，亦有在香港足球會U9梯队受训之记录:25。12岁时本尼离开香港，搬到西澳大利亚的珀斯，之后辗转于包括索伦托FC在内的多支非职业俱乐部。2021年本尼加入珀斯光荣之U18梯队，并在当年跳级进入U21梯队。2023年7月10日，本尼与珀斯光荣签下成年队合同。同周晚些时候，本尼首次代表一线队出战，并在该场与西汉姆联的友谊赛中打入球队第二粒进球。

### 珀斯光荣
2023年7月18日，本尼完成了成年队正式比赛的首秀，他在珀斯光荣4-0击败麥克阿瑟足球會的澳洲盃后备出场。10月22日，本尼在与纽卡斯尔喷气机的澳大利亞職業足球聯賽比赛中首次代表珀斯光荣先发登场。该赛季本尼代表珀斯光荣出战26次，打入一球并送出三次助攻。

### 女王公园巡游者
2024年5月30日，珀斯光荣宣布本尼转会至英格蘭足球冠軍聯賽俱乐部女王公园巡游者。8月10日，本尼代表女王公园巡游者在对阵西布罗姆维奇的英冠联赛中后备上阵完成首秀，但球队以1-3败北。

## 国家队生涯
本尼在2023年6月被澳大利亚U17国家队首次征召，并在其后参加了2023年亞足聯U-17亞洲盃。他在代表澳大利亚队征战该届U17亚洲杯期间攻入一球并送出两次助攻。